# Державна прикордонна служба України (монета)
«Держа́вна прикордо́нна слу́жба Украї́ни» — пам'ятна монета номіналом 10 гривень, випущена Національним банком України. Присвячена правоохоронному органу спеціального призначення, на який покладаються завдання щодо забезпечення недоторканності державного кордону й охорони суверенних прав України в її прилеглій зоні та виключній (морській) економічній зоні. Одним з обов'язків Державної прикордонної служби України є участь у взаємодії зі Збройними силами України та іншими військовими формуваннями у відбитті вторгнення або нападу на територію України збройних сил іншої держави або групи держав.
Монету введено в обіг 19 листопада 2020 року. Вона належить до серії Збройні Сили України.

## Опис та характеристики монети
| Номінал грн. | Метал                 | Маса, грам | Діаметр, мм. | Якість виготовлення | Гурт     | Тираж, штук |
| ------------ | --------------------- | ---------- | ------------ | ------------------- | -------- | ----------- |
| 10           | сплав на основі цинку | 12,4       | 30           | анциркулейтед       | рифлений | 1 000 000   |

### Аверс
На аверсі монети розміщено: угорі — малий Державний Герб України, під яким напис УКРАЇНА; у центрі — емблему Державної прикордонної служби України; унизу написи — 10 /ГРИВЕНЬ/2020; стилізовані гілки: лаврова (праворуч), калинова (ліворуч). Логотип Банкнотно-монетного двору Національного банку України розміщено внизу ліворуч.

### Реверс
На реверсі монети розміщено: угорі написи — ДЕРЖАВНА/ПРИКОРДОННА/СЛУЖБА УКРАЇНИ, під якими — обрис карти України, унизу — символічний прикордонний стовп, праворуч і ліворуч — композиції, що символізують діяльність Державної прикордонної служби в повітрі, на суші та на морі.

## Автори

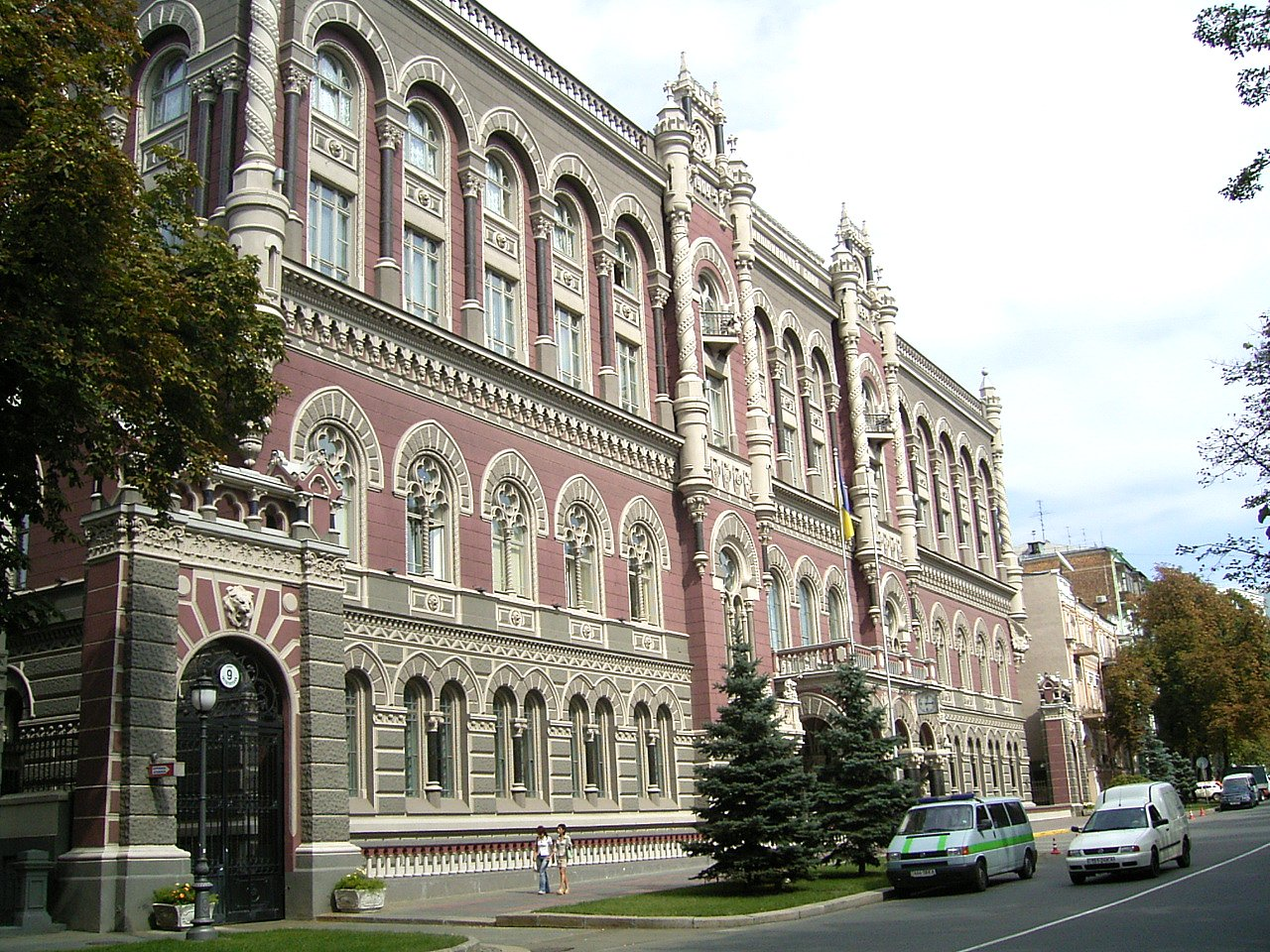
Будівля Національного банку України

- Художники: Володимир Таран, Олександр і Сергій Харуки.
- Скульптори: Анатолій Демяненко, Віталій Андріянов.

## Вартість монети
Під час введення монети в обіг 2020 року, Національний банк України розповсюджував монету за номінальною вартістю — 10 гривень.
Фактична приблизна вартість монети, з роками змінювалася так:
| Рік       | 2021 | 2022 | 2023 | 2024 | 2025 |
| --------- | ---- | ---- | ---- | ---- | ---- |
| Ціна, грн | 14   | 15   | 20   | 35   | 70   |

Всім, безперешкодно до 31 жовтня 2021 року на офіційних сторінках Інтернет-магазину нумізматичної продукції Національного банку України можна було придбати монету за її номінальну вартість 10 гривень.